# 郑小驴
郑小驴（1986年—），中国湖南作家。其主要作品有长篇小说《西洲曲》、《去洞庭》，中短篇小说集《蚁王》、《消失的女儿》、《南方巴赫》，随笔集《你知道的太多了》等等。其部分作品被译成外语在日本《中国现代文学》、美国《无边界词语》杂志上发表。

## 生平
郑小驴本名郑朋，1986年生于湖南省隆回县。童年的他是湘西南乡村的一名留守儿童，父母外出务工。尽管家庭艰苦，母亲却推崇文化，哥哥也常常从校图书馆带回大量书籍。小学时，他就在煤油灯下阅读了《简·爱》、《包法利夫人》、《红与黑》、《围城》等经典，后来又喜欢上了《科幻世界》。
2006年，他在长沙打零工时创作了短篇小说《1966年的一盏马灯》，发表在《佛山文艺》上，初试啼声。此后，他经常在图书馆阅读海明威、福克纳等人的作品，并继续创作，逐渐形成自己的叙事风格。2007年，他赴昆明文学期刊实习，在城中村中完成了早期作品，如《1921年的童谣》、《少儿不宜》，探讨乡村与城市边缘群体的生存困境。
2014年，郑小驴辞职移居海南，成为《天涯》杂志的编辑。这时期他经常参加长跑，后来他在访谈中提到，“马拉松精神”对他的写作有很大影响。同年，他考入中国人民大学首届创造性写作硕士班，师从阎连科等。2016年后定居长沙，任教于湖南师范大学文学院，在岳麓山下的完成多部作品，如长篇小说《去洞庭》、中短篇集《南方巴赫》等。

## 作品
2013年，郑小驴的首部长篇小说《西洲曲》出版。该书书写了计划生育为背景，描写了一个乡镇的历史创伤。书中有政策导致的残杀（如竹林里埋婴儿），也有普通人的复仇以及复杂的心理活动。
长篇小说《去洞庭》（2019）是他的成熟之作，以快递员性侵案开篇，讲述了五个不同阶层的陌生人物（乡村少年、文艺青年、中年商人等）的命运。作品取材于社会新闻（“王林沉尸案”等）与作家在海南的经历，融合流行小说手法与人性探索。“洞庭”既是地理表征，也隐喻着人的欲望与救赎，反映城市化进程中个体的迷失与挣扎。
2024年，作者出版了小说集《南方巴赫》。集中的同名小说设定在湖南小城，通过驾校、网吧、湘江大桥等意象，构建了一个充满隐喻的南方世界。巴赫的音乐作为作品中的典型符号，展现了小镇青年的精神漂泊。
他其他的短篇小说还有《蚁王》（写小镇青年小马试图冲出暴力与贫困，最终仍堕落为犯罪分子）、《消失的女儿》（以少女失踪事件反映现代化过程中的家庭解体）、《鬼节》（以湘西民俗“鬼节”批判乡村道德异化）等等。《你知道的太多了》收录了随笔和访谈，反映了作者以孤独对抗异化的思想。

## 风格
郑小驴常常采取非线性的叙事结构。比如《去洞庭》就与电影《撞车》类似，将多个破碎的线索交织在一起，以车祸为枢纽勾连人物命运，突破单一案件叙事的局限。另外，他常会用不同视角进行叙事。比如用儿童视角（如《没伞的孩子跑得快》）来达成历史与天真的反差，以成人视角（如《盐湖城》）深挖心理暗流，在魔幻与现实之间反复横跳。郑喜欢使用大量的隐喻，比如以泥鳅来象征乡村少年的野性与贫瘠，以马拉松比喻写作的耐力和节奏。
文字风格上，作家结合了湘西地域的潮湿的抒情，以及现代派的冷峻感。如《南方巴赫》中“湘江水裹挟着霓虹灯的倒影，像一条溃烂的伤口”，将城市景观病理化；同时他也学习了海明威式的“冰山理论”，将冲突埋进简洁的对白之中，如《蚁王》中父子对峙的沉默场景，实际上饱含着情感的压抑。隆回方言、巫傩仪式在他的小说中得到了作用，但并不是作为“土特产”，而是作为剖析当代中国现代化的手段。

## 主题
郑小驴的作品常以湘西为背景，展现传统与现代的冲突。比如，《南方巴赫》以“寻找”这一叙事主题，描绘了城市化进程中乡镇青年的迷茫与挣扎，点出了成人世界的狡黠与欲望，发出了对乡土文化消逝的喟叹。《衡阳牌拖拉机》中，描写了20世纪90年代乡村生活的细节：废弃的老仓库、破旧的风车，承载着乡土记忆。拖拉机隐喻着现代化的入侵。村民们崇拜拖拉机的力量，又害怕其破坏性，反应了乡土社会面对现代性时的矛盾心理。
郑喜欢书写边缘群体的生存状态，尤其关注底层人物在人性与道德间的抉择。他常将暴力、死亡等极端情境与温情细节并列，如《衡阳牌拖拉机》中寒冬腊月里孩子们的捉迷藏游戏，既有童真野趣，又隐晦的书写了贫困与孤独。因此这些作品超越了简单的道德评判，展现出对生命本质的关照。
郑还注重对历史的反思。比如《1921年的童谣》以童谣串联家族史与革命史，挖掘宏大历史冲决之下的个体创伤。《战地新娘》则揭示了女性被压抑的声音。

## 获奖
2014年，郑小驴以《少儿不宜》获毛泽东文学奖。2023年，他以《南方巴赫》获第八届华语青年作家奖中篇小说主奖。他获得的其他荣誉还有紫金·人民文学之星小说奖、湖南青年文学奖、南海文艺奖、上海文学新人佳作奖等等。